# Syntemna penicilla
Syntemna penicilla är en tvåvingeart som beskrevs av Roger A. Hutson 1979. Syntemna penicilla ingår i släktet Syntemna och familjen svampmyggor. Enligt den finländska rödlistan är arten sårbar i Finland. Arten är reproducerande i Sverige. Artens livsmiljö är naturmoskogar. Inga underarter finns listade i Catalogue of Life.